# Itatira
Itatira är en kommun i Brasilien.   Den ligger i delstaten Ceará, i den östra delen av landet, 1 500 km nordost om huvudstaden Brasília. Antalet invånare är 18 894.
Omgivningarna runt Itatira är huvudsakligen savann. Runt Itatira är det glesbefolkat, med 15 invånare per kvadratkilometer.